# Gorenflos
Gorenflos (picardisch: Granflo) ist eine nordfranzösische Gemeinde mit 236 Einwohnern (Stand 1. Januar 2022) im Département Somme in der Region Hauts-de-France. Die Gemeinde liegt im Arrondissement Abbeville und ist Teil der Communauté de communes Ponthieu-Marquenterre und des Kantons Rue.

## Geographie
Die von einem Teil des Systems der Chaussée Brunehaut (heutige Départementsstraße D108) durchquerte Gemeinde liegt rund 4,5 km ostnordöstlich von Ailly-le-Haut-Clocher und 6,5 km westlich von Domart-en-Ponthieu.

## Einwohner
| 1962 | 1968 | 1975 | 1982 | 1990 | 1999 | 2006 | 2011 |
| ---- | ---- | ---- | ---- | ---- | ---- | ---- | ---- |
| 250  | 251  | 219  | 215  | 198  | 232  | 255  | 218  |

## Sehenswürdigkeiten
- Kirche Saint-Martin[1]
- Kapelle Sainte-Philomène aus dem Jahr 1854
- Kriegerdenkmal